# UR Namur
Union Royale Namur ist ein belgischer Fußballklub. Der aus der in Wallonien liegenden Stadt Namur – etwa 65 km südöstlich der Hauptstadt Brüssel – stammende Klub spielte mehrere Jahre in der zweiten Liga Belgiens.

## Geschichte
Der Verein ging aus mehreren Vereinszusammenschlüssen hervor. Die Gründung der ältesten Vorläufer des Vereins datiert aus dem Jahr 1905, als Union Sportive Namuroise und Namur FC entstanden. 1920 entstand aus der Fusion von Red Star Namur, US Jamboise und Excelsior SC unter dem Namen Namur Sports ein weiterer Verein, der sich unter der Nummer 156 beim belgischen Verband registrierte. Zwei Jahre später gründete sich mit Wallonia Association Namur der zunächst erfolgreichste Klub des Ortes, da er 1933 in die Zweitklassigkeit aufsteigen konnte. Nach nur einer Spielzeit stieg der Klub mit nur drei Saisonsiegen und über hundert Gegentoren als Tabellenletzter direkt wieder ab. 1941 fusionierte der Klub mit Namur Sports zu Union Royale Namur, jedoch kurze Zeit später entstand ein neuer Klub unter dem Namen Wallonia Association Namur.
1960 stieg Union Royale Namur in die zweite Liga auf. Einem fünften Tabellenplatz folgte der zwölfte Rang, ehe die Mannschaft nach drei Jahren wieder abstieg. Dem Klub gelang jedoch der sofortige Wiederaufstieg, bis er 1967 erneut in die Drittklassigkeit abstieg.
1989 fusionierte UR Namur mit Royale Entente Sportive Jamboise und benannte sich in RFC Namur um. Zwei Jahre später schlossen sich Wallonia Association Namur und EJ Erpent zu Wallonia Erpent Jambes zusammen, ehe der Klub 1995 zum alten Namen zurückkehrte. Ein Jahr später gab sich auch RFC Namur mit UR Namur den alten Namen wieder. 1998 kam es zur Fusion zwischen Wallonia Association Namur und US Namur zu Racing Wallonia Saint-Servais, ehe sich der Klub 2002 dem UR Namur anschloss.
2007 belegte UR Namur hinter ROC Charleroi-Marchienne den zweiten Platz in der Staffel B der dritten Liga. In der anschließenden Aufstiegsrunde erreichte die Mannschaft das Endspiel gegen KFC Verbroedering Geel. Zwar gewann der Gegner beide Spiele, UR Namur legte jedoch Protest ein. Da zu Beginn der folgenden Spielzeit die Angelegenheit nicht geklärt war, stiegen beiden in die zweite Liga auf, die daraufhin mit 19 statt 18 Mannschaften ausgetragen wurde. Dort belegte die Mannschaft den Relegationsplatz, konnte sich aber in der Liga halten. Im folgenden Jahr gelangen nur zwei Saisonsiege, so dass die Mannschaft die Spielzeit auf dem letzten Tabellenplatz beendete und in die Drittklassigkeit zurückkehrte. Seit der Saison 2011/12 spielt man sogar nur noch viertklassig.
Die Vereinsfarben sind Schwarz-Gelb, deswegen wird der Fußball-Club in den Medien sehr häufig auch Les merles (= die Amseln) bezeichnet. Die Heimspiele werden im Stade communal de Namur mit einer Platzkapazität von 3.500 Zuschauern ausgetragen. Im Jugendbereich stellt der Verein sieben Fußballmannschaften in den Altersklassen von 11 bis 17 Jahren.

## Trainer
- Marc Grosjean (1996–1998)

## Spieler
- Léon Semmeling (1974–1976)
- Eliaquim Mangala (2004–2007) Jugend